# Joachim Stephani

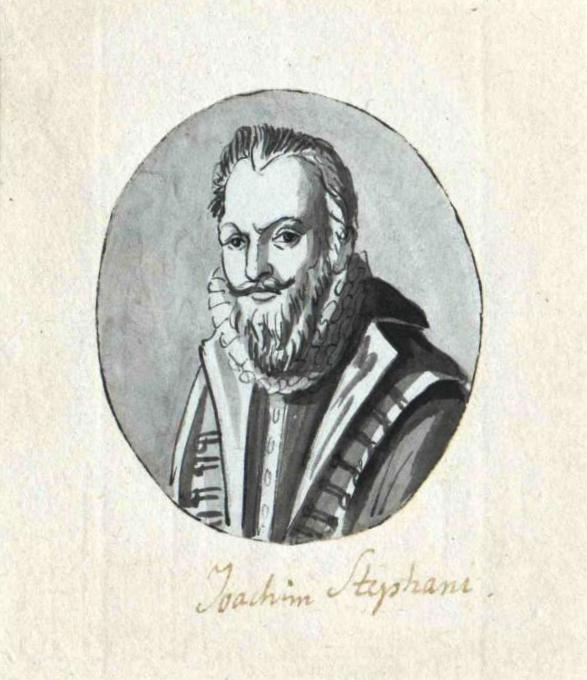
Joachim Stephani

Joachim Stephani (* Mai 1544 in Pyritz; † 14. Januar 1623 in Greifswald) war ein deutscher Rechtswissenschaftler und Professor an der Universität Greifswald.

## Leben

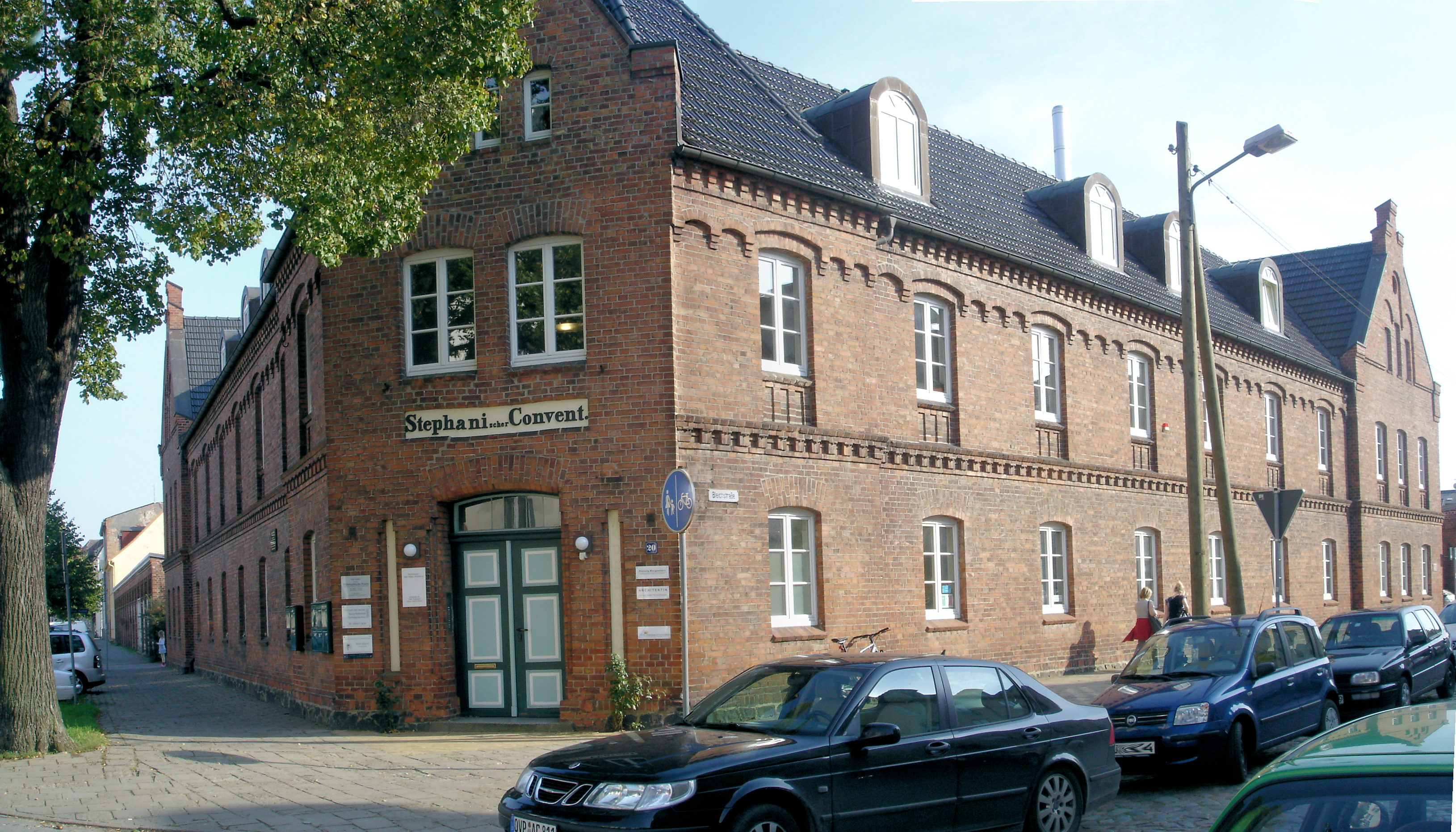
Brinkhof

Stephani stammte aus einer hinterpommerschen Patrizierfamilie. Seine Eltern waren Hyppolit Stephani und Agnetha Burckhard. Mit 12 Jahren besuchte er das Pädagogium in Stettin, studierte später an der Universität Wittenberg und anderen Hochschulen und erwarb 1571 an der Universität Rostock den Magistergrad.
Herzog Ernst Ludwig von Pommern ernannte ihn 1572 zum Professor an der Greifswalder Universität. Nach Erlangung des Doktorgrades 1577 war er als Rechtsprofessor tätig und in den Jahren 1587/1588, 1602/1603 und 1610/1611 deren Rektor. Außerdem war er Direktor des Greifswalder Konsistoriums und Syndikus der Universität sowie herzoglicher Rat.
In Greifswald stiftete er 1604 gemeinsam mit seiner Frau ein Armenhaus, das „Stephanische Convent“; die Erlaubnis des Greifswalder Rates zu dessen Errichtung musste sich Stephani allerdings erst vor dem Reichskammergericht erklagen. Die Verwaltung der Stiftung lag noch bis zum 18. Jahrhundert in den Händen der Familie; sie ist heute Teil der Peter-Warschow-Sammelstiftung. Der dazugehörige Gebäudekomplex „Brinkhof“ von 1865 steht an der Ecke Brink- und Bleichstraße. 1602 stiftete das Ehepaar Stephani ein Epitaph, welches sie ihren sechs früh verstorbenen Kindern widmeten. Es wurde nach seiner Zerstörung durch einen sturmbedingten Kirchturmeinsturz 1650 wieder instand gesetzt und befindet sich noch heute im Greifswalder Dom St. Nikolai. In Greifswald wurde – unweit der Brinkstraße – die Stephanistraße nach ihm benannt.
Bekannt wurde Stephani vor allem für seine Zusammenfassung des Augsburger Religionsfriedens von 1555 in der Formel „cuius regio, eius religio“ in einer Veröffentlichung von 1612.
Er war verheiratet mit Barbara Stephani, geborene Ribow. Nach deren Tod 1617 zog er sich ins Privatleben zurück. Von ihren sieben Kindern überlebte nur Lorenz Stephani seinen Vater, der wie dieser Rechtsgelehrter wurde und vor allem in Mecklenburg tätig war.

## Schriften
- Politicae demonstrationes. Rostock 1576; Greifswald 1599; Frankfurt am Main 1604.
- De iurisdictione Judaeorum, Graecorum, Romanorum et ecclesiasticorum libri IV. Greifswald 1599; Frankfurt am Main 1604.
- Expositio novellarum constitutionum Justiniani. Frankfurt am Main 1615.